# ツルマルツヨシ
ツルマルツヨシ（欧字名:Tsurumaru Tsuyoshi、1995年4月6日 - ）は、日本の競走馬、誘導馬。主な勝ち鞍に1999年の朝日チャレンジカップ、京都大賞典。

## 経歴

### 競走馬時代
1998年に京都競馬場の4歳未勝利戦でデビューし、初戦にて勝利を挙げる。その後は体質の弱さもあり、出走しては休養というローテーションを繰り返していたが、5歳となった1999年夏から順調にレースをこなすようになり、秋には朝日チャレンジカップに優勝し重賞優勝馬となる。次に出走した京都大賞典では、メジロブライト、テイエムオペラオー、ステイゴールド、スペシャルウィークといった強豪馬を抑えて優勝。秋の天皇賞では単勝2番人気に支持され、GI路線の中心馬の1頭となったが、同年の第44回有馬記念4着のあとに骨瘤を発症し、ふたたび長期休養に入り、復帰は翌年の秋となった。2年連続の出走となった有馬記念において最後の直線走路で競走を中止。左前脚の繋靭帯を断裂しており競走能力喪失と診断され、競走馬引退が決まった。

### 引退後
種牡馬入りは見送られ、宮崎保養センターで静養したあと、京都競馬場の誘導馬に転向するために訓練と去勢手術を受けた。2002年、第5回京都競馬開催日から誘導馬としてデビューし活動していたが、脚部の状態が悪化したため、2007年第4回京都開催終了とともに引退した。
以後は引退名馬繋養展示事業の助成を受けて、宮崎県宮崎市の乗馬クラブで余生を過ごしていた。2012年以降は、現役当時の担当厩務員らにより設立された「ツルマルツヨシの会」が支援を行っている。2017年11月に宮崎県東諸県郡綾町の吉野牧場に移動し、以降は同牧場で繋養されている。

## 競走成績
| 年月日     | 競馬場 | 競走名          | 格      | 頭数 | オッズ （人気） | オッズ （人気） | 着順 | 騎手     | 斤量 | 距離（馬場）  | タイム （上り3F） | タイム 差 | 勝ち馬/（2着馬）       |
| ---------- | ------ | --------------- | ------- | ---- | --------------- | --------------- | ---- | -------- | ---- | ------------- | ----------------- | --------- | ---------------------- |
| 1998.05.02 | 京都   | 4歳未勝利       |         | 9    | 06.7            | （5人）         | 1着  | 藤田伸二 | 55   | ダ1400m（良） | 1:25.6 (37.7)     | -0.2      | （テイエムタイガー）   |
| 0000.11.08 | 京都   | 逢坂山特別      | 500万下 | 16   | 18.5            | （8人）         | 5着  | 藤田伸二 | 55   | 芝1800m（良） | 1:47.3 (35.4)     | -0.4      | サンデーセイラ         |
| 0000.11.28 | 中京   | 犬山特別        | 500万下 | 16   | 05.2            | （2人）         | 1着  | 佐藤哲三 | 55   | 芝2000m（良） | 2:02.1 (35.5)     | -0.6      | （ステートフェロー）   |
| 1999.01.17 | 京都   | 稲荷特別        | 900万下 |      |                 |                 | 取消 | 藤田伸二 | 55   | 芝2000m（良） |                   |           | スエヒロコマンダー     |
| 0000.06.06 | 中京   | 三河特別        | 900万下 | 12   | 02.3            | （1人）         | 1着  | 藤田伸二 | 56   | 芝1800m（良） | 1:48.8 (35.2)     | -0.4      | （エレガントモア）     |
| 0000.07.25 | 小倉   | 北九州記念      | GIII    | 14   | 05.9            | （3人）         | 3着  | 藤田伸二 | 51   | 芝1800m（良） | 1:46.0 (35.3)     | -0.4      | エイシンビンセンス     |
| 0000.09.12 | 阪神   | 朝日チャレンジC | GIII    | 12   | 07.0            | （5人）         | 1着  | 藤田伸二 | 54   | 芝2000m（良） | 1:59.5 (35.6)     | -0.2      | （メイショウオウドウ） |
| 0000.10.10 | 京都   | 京都大賞典      | GII     | 10   | 13.4            | （4人）         | 1着  | 藤田伸二 | 57   | 芝2400m（良） | 2:24.3 (34.3)     | -0.1      | （メジロブライト）     |
| 0000.10.31 | 東京   | 天皇賞（秋）    | GI      | 17   | 06.0            | （2人）         | 8着  | 藤田伸二 | 58   | 芝2000m（良） | 1:58.6 (35.6)     | -0.6      | スペシャルウィーク     |
| 0000.12.26 | 中山   | 有馬記念        | GI      | 14   | 12.1            | （6人）         | 4着  | 藤田伸二 | 57   | 芝2500m（良） | 2:37.3 (34.8)     | -0.1      | グラスワンダー         |
| 2000.10.08 | 京都   | 京都大賞典      | GII     | 12   | 11.9            | （3人）         | 6着  | 藤田伸二 | 58   | 芝2400m（良） | 2:26.7 (34.0)     | -0.7      | テイエムオペラオー     |
| 0000.12.24 | 中山   | 有馬記念        | GI      | 16   | 13.1            | （4人）         | 中止 | 藤田伸二 | 56   | 芝2500m（良） |                   |           | テイエムオペラオー     |

## 血統表
| ツルマルツヨシの血統（パーソロン系 / 5代内アウトブリード） | ツルマルツヨシの血統（パーソロン系 / 5代内アウトブリード） | ツルマルツヨシの血統（パーソロン系 / 5代内アウトブリード） | （血統表の出典）        | （血統表の出典）        |
| 父 シンボリルドルフ 1981 鹿毛 北海道門別町                 | 父の父*パーソロン Partholon 1960 鹿毛 アイルランド         | Milesian                                                   | My Babu                 | My Babu                 |
| 父 シンボリルドルフ 1981 鹿毛 北海道門別町                 | 父の父*パーソロン Partholon 1960 鹿毛 アイルランド         | Milesian                                                   | Oatflake                |                         |
| 父 シンボリルドルフ 1981 鹿毛 北海道門別町                 | 父の父*パーソロン Partholon 1960 鹿毛 アイルランド         | Paleo                                                      | Pharis                  | Pharis                  |
| 父 シンボリルドルフ 1981 鹿毛 北海道門別町                 | 父の父*パーソロン Partholon 1960 鹿毛 アイルランド         | Paleo                                                      | Colonice                |                         |
| 父 シンボリルドルフ 1981 鹿毛 北海道門別町                 | 父の母スイートルナ 1972 栗毛 千葉県大栄町                  | スピードシンボリ                                           | *ロイヤルチャレンジャー | *ロイヤルチャレンジャー |
| 父 シンボリルドルフ 1981 鹿毛 北海道門別町                 | 父の母スイートルナ 1972 栗毛 千葉県大栄町                  | スピードシンボリ                                           | スイートイン            |                         |
| 父 シンボリルドルフ 1981 鹿毛 北海道門別町                 | 父の母スイートルナ 1972 栗毛 千葉県大栄町                  | *ダンスタイム Dance Time                                   | Palestine               | Palestine               |
| 父 シンボリルドルフ 1981 鹿毛 北海道門別町                 | 父の母スイートルナ 1972 栗毛 千葉県大栄町                  | *ダンスタイム Dance Time                                   | Samaritaine             |                         |
| 母 *スィートシエロ Sweet Cielo 1987 鹿毛 アメリカ          | 母の父Conquistador Cielo 1979 鹿毛 アメリカ                | Mr. Prospector                                             | Raise a Native          | Raise a Native          |
| 母 *スィートシエロ Sweet Cielo 1987 鹿毛 アメリカ          | 母の父Conquistador Cielo 1979 鹿毛 アメリカ                | Mr. Prospector                                             | Gold Digger             |                         |
| 母 *スィートシエロ Sweet Cielo 1987 鹿毛 アメリカ          | 母の父Conquistador Cielo 1979 鹿毛 アメリカ                | K D Princess                                               | Bold Commander          | Bold Commander          |
| 母 *スィートシエロ Sweet Cielo 1987 鹿毛 アメリカ          | 母の父Conquistador Cielo 1979 鹿毛 アメリカ                | K D Princess                                               | *タミーズターン         |                         |
| 母 *スィートシエロ Sweet Cielo 1987 鹿毛 アメリカ          | 母の母Change Water 1969 栗毛 アメリカ                      | Swaps                                                      | Khaled                  | Khaled                  |
| 母 *スィートシエロ Sweet Cielo 1987 鹿毛 アメリカ          | 母の母Change Water 1969 栗毛 アメリカ                      | Swaps                                                      | Iron Reward             |                         |
| 母 *スィートシエロ Sweet Cielo 1987 鹿毛 アメリカ          | 母の母Change Water 1969 栗毛 アメリカ                      | Portage                                                    | War Admiral             | War Admiral             |
| 母 *スィートシエロ Sweet Cielo 1987 鹿毛 アメリカ          | 母の母Change Water 1969 栗毛 アメリカ                      | Portage                                                    | Carillon F-No.4-m       |                         |

伯母にアメリカG1メイトロンステークスなどの優勝馬フォールアスペンがおり、その産駒（ツルマルツヨシの従兄姉）に1994年のエクリプス賞チャンピオン2歳牡馬ティンバーカントリーや、フランスG2ポモーネ賞の優勝馬でドバイミレニアムの母となったコロラドダンサーなど、多くの活躍馬がいる。